# Eptatretus chinensis
Eptatretus chinensis is een soort uit de familie der slijmprikken (Myxinidae).
1. ↑  (en) Eptatretus chinensis op de IUCN Red List of Threatened Species.